# Sportimonium

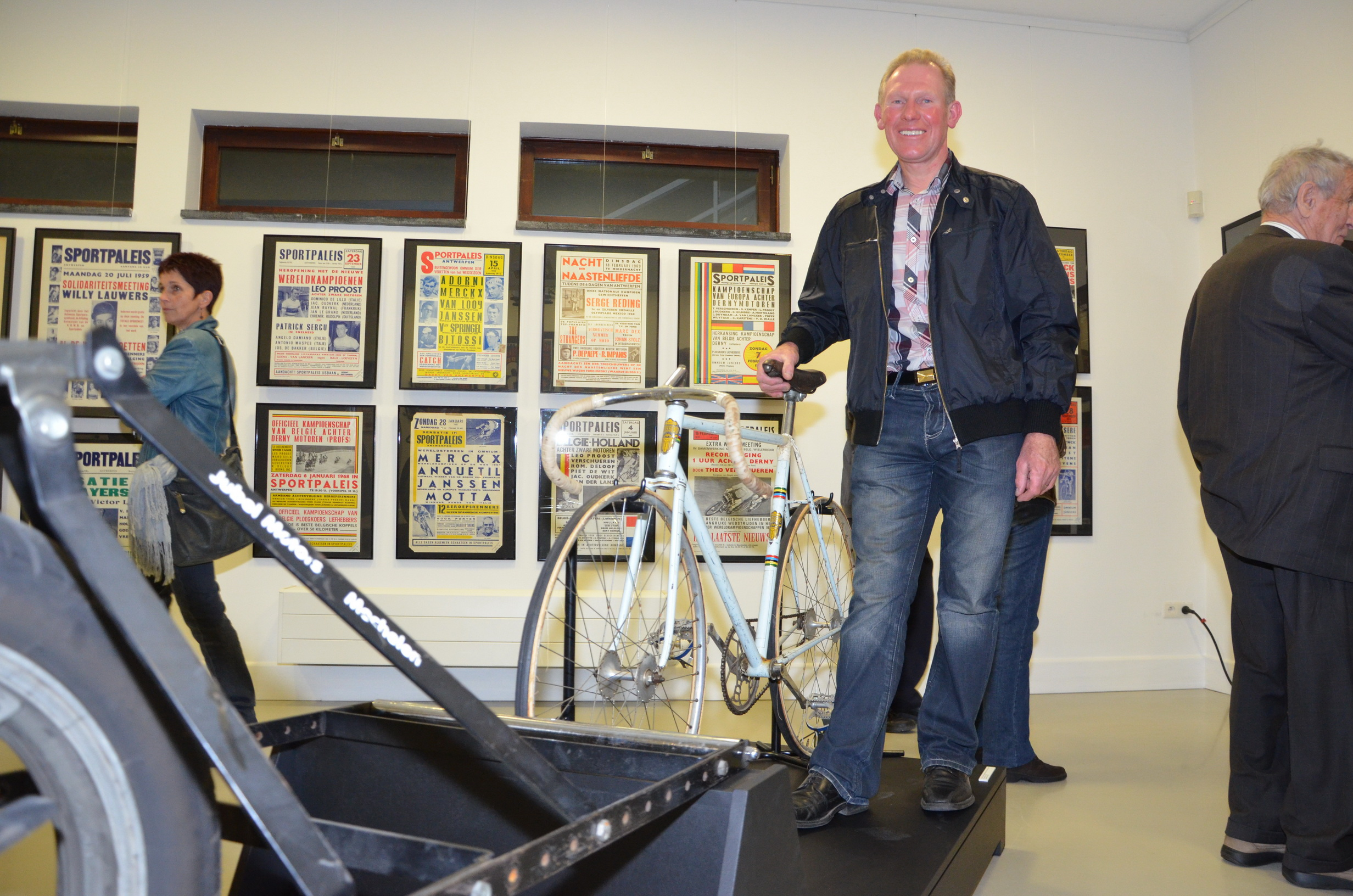
Der ehemalige Radsportler Etienne De Wilde besuchte die Ausstellung Sport in het paleis (2012).

Das Sportimonium war ein Sportmuseum im belgischen Hofstade, einem Ortsteil von Zemst in Flämisch-Brabant mit einer speziellen Konzentration auf traditionelle flämische Sportarten und Spiele. Dafür wurde das Museum von der UNESCO im Jahr 2011 als Best Practice Intangible Heritage ausgezeichnet. Zum 1. September 2022 wurde das Museum geschlossen. Es ist geplant, das Museum mit einem neuen Konzept an anderem Ort 2029 wiederzueröffnen.

## Geschichte
Die Ursprünge des Museums beruhten auf einem Projekt der Katholieke Universiteit Leuven, das seit 1973 unter der Leitung von Professor Roland Renson den flämischen Volkssport erforschte. Da nur wenige Quellen vorlagen, schickte Renson seine Studenten „vor Ort“, um Erkenntnisse über traditionelle flämische Volkssportarten zu sammeln. Bei diesen Feldforschungen kamen umfangreiche Informationen zusammen, so über trabol, gaiibol, krulbol, kaatsen, struif, beugelen, klepschieten und andere Sportarten. Erstes Sammelobjekt war ein wurmstichiger Kegel aus dem Ort Schulen. Um die Erkenntnisse zu verwerten und die Objekte zu verwalten, wurde 1980 die Zentrale für den flämischen Volkssport (seit 2006 Zentrum für Sportkultur) gegründet. In den folgenden Jahren wurden weitere Forschungsprojekte zum flämischen Sport auf den Weg gebracht und 1985 in Zusammenarbeit mit weiteren Institutionen neben der Uni von Leuven in einer Organisation zusammengefasst.
Als Standort für das künftige Museum entschied man sich für ein hölzernes Strandhaus aus dem Jahr 1938 in der Bloso Domein Hofstade, einem 164 Hektar großen Naturschutzgebiet mit Sportanlagen in Hofstade. Als Name für das neue Museum wurde Sportimonium, als Kofferwort aus Sport und patrimonium, gewählt. Das Museum wurde am 7. Mai 2004 eröffnet.

## Gelände und Gebäude
Ab 1921 wurde das Gelände in Hofstade rund um einen Baggersee, der beim Bau der Eisenbahnlinie Brüssel–Mechelen–Antwerpen entstanden war, als Naherholungsgebiet genutzt. 1932 übernahm ein Unternehmen den Betrieb und baute das Gelände aus; am 21. Juli 1933 wurde Oud-België mit See, Strand, Kiosken, Restaurants, Mini-Eisenbahn, Tretbooten und weiteren Attraktionen offiziell von König Albert eröffnet. Auch gab es eine Radrennbahn, auf der der belgische Bahnweltmeister Jef Scherens am Eröffnungstag den De Groote Prijs van Hofstade gewann. An manchen Tagen kamen bis zu 35.000 Besucher, die meisten von ihnen aus Brüssel. Das Gebiet erhielt den Beinamen armen mensen zee, da viele Besucher nach Hofstade kamen, die sich eine Reise an die Küste nicht leisten konnten.
1936 übernahm das Gesundheitsministerium das Gelände. Ein neues Konzept wurde beschlossen und die alte Infrastruktur abgerissen. Mit der Gesamtplanung wurde der Architekt Victor Bourgeois beauftragt. Es wurden ein Freibad und ein Bootshaus errichtet, ein größerer Strand angelegt mit Strandhaus, Terrasse, Umkleiden und sanitären Anlagen, in einem neuen, modernen Stil. Die Eröffnung erfolgte 1939.
Architekt des hölzernen Strandhauses war Maxime Wijnants, wie Bourgeois ein Mitglied des Congrès International d’Architecture Moderne (CIAM). Das sichelförmige Gebäude besteht fast zur Gänze aus Holz – den Tropenhölzern Kambala und Limba – sowie aus großen Glasfronten. Die Schmalseite des Hauses liegt parallel zum Strand. Das seit 2001 denkmalgeschützte Gebäude wurde für die Museumszwecke sorgfältig renoviert, dabei erwiesen sich zum Beispiel die ehemaligen Umkleidekabinen als ideale Ausstellungsräume.
Zum 1. September 2022 wurde das Museum geschlossen. Es ist geplant, das Museum mit einem neuen Konzept an anderem Ort gegen 2029 wiederzueröffnen.

## Ausstellungen und Aktivitäten
Im Strandhaus war die ständige Ausstellung des Sportimoniums untergebracht. Hier wurde die Geschichte des belgischen Sports über 150 Jahre dargestellt, darunter Ausstellungsstücke der Radsportler Eddy Merckx und Jef Scherens, des Fußballers Jean-Marie Pfaff und der Leichtathletin Tia Hellebaut. In der Olympischen Passage waren Objekte zur olympischen Geschichte ausgestellt wie etwa die erste olympische Flagge mit fünf Ringen aus dem Jahre 1920.
Ein Kabinett war dem belgischen Wasserballer, Fechter und Sportjournalisten Victor Boin gewidmet, der bei den Olympischen Spielen 1920 in Antwerpen als erster Athlet den olympischen Eid sprach.
Im Volkssporttuin konnten sich die Besucher selbst in den traditionellen Sportarten versuchen und im Sportlabo ihre eigene Leistungsfähigkeit testen. In der Tijdlijn wurde die Geschichte der Bewegung über 40 Jahrhunderte hinweg dargestellt. Insgesamt verfügte das Museum über 30.000 Artefakte und Dokumente.
Im Dokumentationszentrum wurden Dokumente, Bücher und Zeitschriften zur Geschichte des Sports bereitgestellt.